# Yeimar Gómez Andrade
Yeimar Pastor Gómez Andrade (Tadó, Chocó, Colombia; 30 de junio de 1992) es un futbolista colombiano. Juega como marcador central y su actual equipo es Seattle Sounders de la Major League Soccer de los Estados Unidos. Es internacional absoluto con la selección de Colombia desde 2022.

## Trayectoria

### Boyacá Chicó
La vida deportiva de Yeimar Pastor comenzó a gestarse en su pueblo natal, Tadó. Ahí jugaba todo el día a la pelota. Pero también al baloncesto. Tuvo además un paso fugaz por el Sub-17 Nacional de Colombia. La primera vez que entreno con un plantel profesional fue en Boyacá Chicó, pero como era menor y había llegado tarde al club no podía jugar, pese a que además el presidente del club lo castigó tras volver de la selección porque le habían dicho que no había cumplido como debía. La realidad indica también que el defensor llegó al país para sumarse a Mitre de Pérez en realidad. Pero como era menor de edad no pudo jugar. Eso lo obligó a probar suerte en un club de Coronel Arnold hasta que Ricardo Palma lo probó en 2009 y le dio el visto bueno para que se sumara a las inferiores de Rosario Central desde enero de 2010. Pasó por la 5ª, 4ª y 1ª local hasta llegar a la reserva (en el medio estuvo un año en Tiro Federal de Rosario) y debutar en la primera con Miguel Ángel Russo.

### Rosario Central
En el año 2013, Rosario Central, su club de origen, lo cedió a Tiro Federal de Rosario donde casi asciende a la Primera B Nacional.
Luego su préstamo terminó y volvió a Rosario Central. El 18 de noviembre de 2014 debutó en la primera equipo de Rosario Central en la semifinal donde su equipo clasificó a la final de la Copa Argentina 2014 por 5-0 a Argentinos Juniors. Con el entrenador Miguel Russo adquirió mucha continuidad siendo una pieza de recambio dentro del plantel.
Luego con la llegada de Eduardo Coudet, en 2015, siguió con mucho rodaje, hasta la llegada de Javier Pinola, aunque siguió siendo tenido en cuenta y fue un recambio muy importante para el plantel en las lesiones, cuando había partidos por Copa Argentina, o cuando llegaba alguno de los 4 defensores a la 5.ª amarilla.
Los hinchas canallas lo quieren mucho, por su actitud en el campo de juego y su gran entrega. Le hicieron una canción en honor al gran momento que venía teniendo en Rosario Central.

### Arsenal de Sarandí
El 15 de enero de 2016 pasó a formar parte del equipo argentino Arsenal de Sarandí, cedido por seis meses.

### Independiente Rivadavia
Llega a préstamo desde Rosario Central, el colombiano viene de Arsenal de Sarandí con poco rodaje. El 27 de noviembre anota su primer gol en el club en el empate a dos goles frente a San Martín de Tucumán.

### Unión de Santa Fe
El 11 de agosto de 2017 es presentado como nuevo jugador de Unión de Santa Fe de la Superliga Argentina. El 1 de mayo de 2018 marca su primer gol con el club en la goleada 3-0 sobre Talleres de Córdoba. 
Vuelve a marcar el 3 de noviembre en el empate 2-2 contra Patronato de Paraná, el 11 de marzo marca su segundo gol de la temporada en el empate como visitante 2-2 frente a Tigre.
Su primer gol de la temporada 2019/20 lo hace el 4 de agosto dándole la victoria por 2-1 ante Defensa y Justicia, el 25 del mismo mes vuelve a marcar en la caída 2-1 como local ante Lanús.

### Seattle Sounders
El 5 de febrero de 2020 se anuncia su llegada a Seattle Sounders de la MLS.

## Selección nacional
El 3 de noviembre de 2021 se confirma su convocatoria por primera vez a la Selección Colombia para la doble fecha de Eliminatorias ante Brasil y Paraguay. En ambos partidos integró el banco de suplentes pero no sumó minutos oficiales. 
El 16 de enero de 2022 hizo su debut absoluto con la Selección siendo titular en el amistoso que Colombia le ganó a Honduras por 2-1.

## Estadísticas
- Actualizado al 16 de agosto de 2025

### Clubes
| Club                            | Div.                | Temporada           | Liga  | Liga  | Copa nacional | Copa nacional | Copa internacional | Copa internacional | Total | Total |
| Club                            | Div.                | Temporada           | Part. | Goles | Part.         | Goles         | Part.              | Goles              | Part. | Goles |
| ------------------------------- | ------------------- | ------------------- | ----- | ----- | ------------- | ------------- | ------------------ | ------------------ | ----- | ----- |
| Tiro Federal Argentina          | 3.ª                 | 2013/14             | 27    | 2     | 0             | 0             | -                  | -                  | 27    | 2     |
| Tiro Federal Argentina          | Total               | Total               | 27    | 2     | 0             | 0             | -                  | -                  | 27    | 2     |
| Rosario Central Argentina       | 1.ª                 | 2014                | 4     | 0     | 2             | 0             | 0                  | 0                  | 6     | 0     |
| Rosario Central Argentina       | 1.ª                 | 2015                | 17    | 0     | 2             | 0             | -                  | -                  | 19    | 0     |
| Rosario Central Argentina       | Total               | Total               | 21    | 0     | 4             | 0             | 0                  | 0                  | 25    | 0     |
| Arsenal Argentina               | 1.ª                 | 2016                | 2     | 0     | 0             | 0             | -                  | -                  | 2     | 0     |
| Arsenal Argentina               | Total               | Total               | 2     | 0     | 0             | 0             | -                  | -                  | 2     | 0     |
| Independiente (M) Argentina     | 2.ª                 | 2016/17             | 40    | 1     | 1             | 0             | -                  | -                  | 41    | 1     |
| Independiente (M) Argentina     | Total               | Total               | 40    | 1     | 1             | 0             | -                  | -                  | 41    | 1     |
| Unión Argentina                 | 1.ª                 | 2017/18             | 25    | 1     | 3             | 0             | -                  | -                  | 28    | 1     |
| Unión Argentina                 | 1.ª                 | 2018/19             | 24    | 2     | 5             | 0             | 2                  | 0                  | 31    | 2     |
| Unión Argentina                 | 1.ª                 | 2019/20             | 15    | 2     | 0             | 0             | -                  | -                  | 15    | 2     |
| Unión Argentina                 | Total               | Total               | 64    | 5     | 8             | 0             | 2                  | 0                  | 74    | 5     |
| Seattle Sounders Estados Unidos | 1.ª                 | 2020                | 23    | 2     | -             | -             | 1                  | 0                  | 24    | 2     |
| Seattle Sounders Estados Unidos | 1.ª                 | 2021                | 34    | 1     | -             | -             | -                  | -                  | 34    | 1     |
| Seattle Sounders Estados Unidos | 1.ª                 | 2022                | 28    | 1     | -             | -             | 6                  | 0                  | 34    | 1     |
| Seattle Sounders Estados Unidos | 1.ª                 | 2023                | 37    | 2     | -             | -             | 2                  | 0                  | 39    | 2     |
| Seattle Sounders Estados Unidos | 1.ª                 | 2024                | 33    | 1     | 2             | 0             | 4                  | 1                  | 39    | 2     |
| Seattle Sounders Estados Unidos | 1.ª                 | 2025                | 19    | 0     | 0             | 0             | 6                  | 1                  | 25    | 1     |
| Seattle Sounders Estados Unidos | Total               | Total               | 174   | 7     | 2             | 0             | 19                 | 2                  | 195   | 9     |
| Total en su carrera             | Total en su carrera | Total en su carrera | 328   | 15    | 15            | 0             | 21                 | 2                  | 364   | 17    |

### Selección
| Selección                  | Año   | Amistosos | Amistosos | Sudamérica(1) | Sudamérica(1) | Mundial | Mundial | Total | Total |
| Selección                  | Año   | Part.     | Goles     | Part.         | Goles         | Part.   | Goles   | Part. | Goles |
| -------------------------- | ----- | --------- | --------- | ------------- | ------------- | ------- | ------- | ----- | ----- |
| Absoluta · Colombia        | 2021  | -         | -         | 0             | 0             | -       | -       | 0     | 0     |
| Absoluta · Colombia        | 2022  | 1         | 0         | -             | -             | -       | -       | 1     | 0     |
| Absoluta · Colombia        | Total | 1         | 0         | 0             | 0             | -       | -       | 1     | 0     |
| (1) Incluye Eliminatorias. |       |           |           |               |               |         |         |       |       |

## Palmarés

### Campeonatos internacionales
| Título                     | Club             | País           | Año  |
| -------------------------- | ---------------- | -------------- | ---- |
| Liga de Campeones Concacaf | Seattle Sounders | Estados Unidos | 2022 |